# Gerrit Rietveld

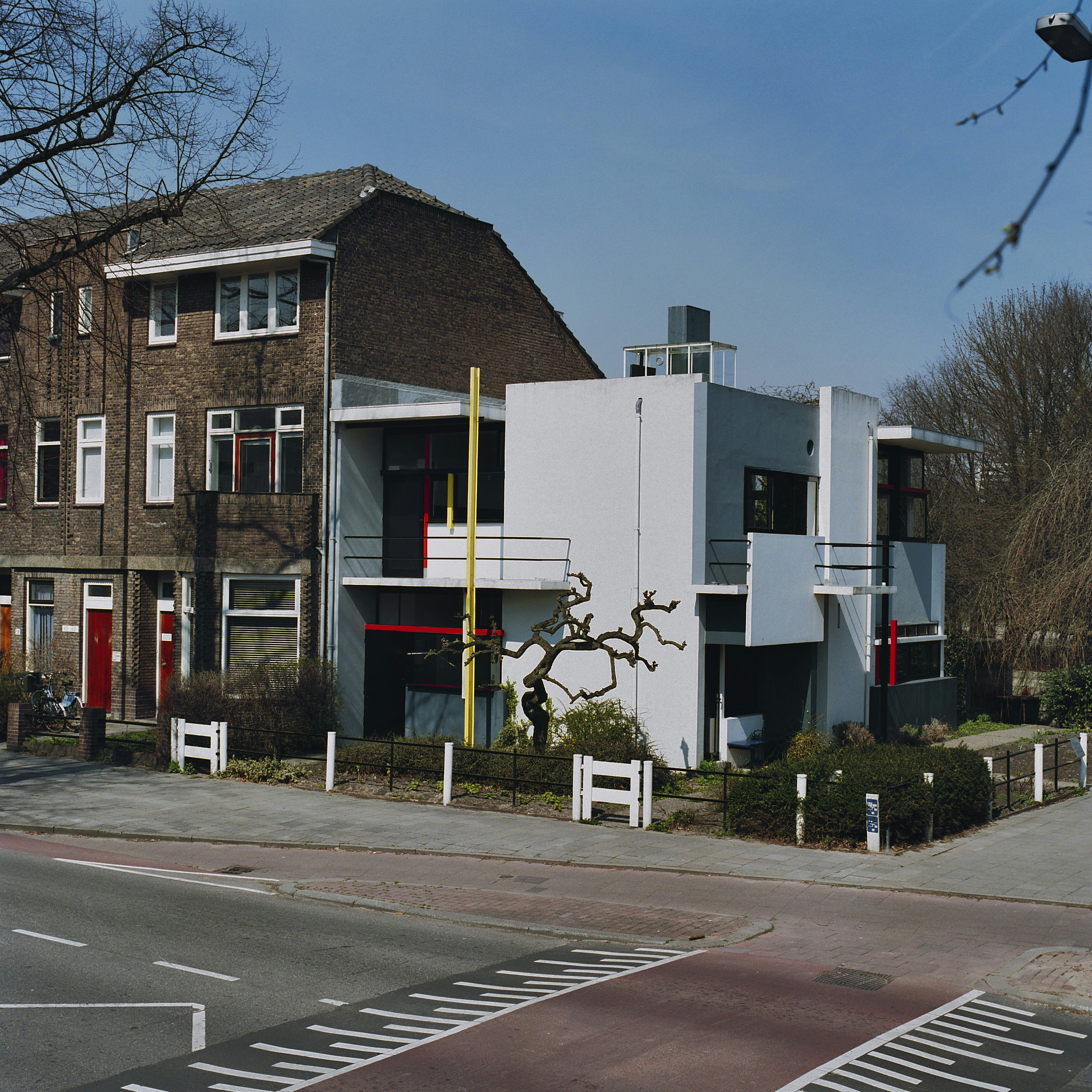
Dom Rietvelda w Utrechcie

Gerrit Thomas Rietveld (ur. 24 czerwca 1888 w Utrechcie, zm. 26 czerwca 1964 tamże) – holenderski architekt, projektant i twórca mebli, m.in. czerwono-niebieskiego krzesła.
W 2000 roku dom projektu Rietvelda w Utrechcie został wpisany na listę światowego dziedzictwa UNESCO.

## Życiorys
Gerrit Rietveld urodził się 24 czerwca 1888 roku w Utrechcie. Jego ojciec był stolarzem i prowadził własny zakład meblarski. W wieku 11 lat Rietveld zaczął pracę w ojcowskim zakładzie, gdzie pozostawał do 1906 roku. Przez następne pięć lat pracował jako rysownik w firmie jubilerskiej Carela Begeer. Jednocześnie w latach 1906–1908 uczył się w trybie wieczorowym w miejskiej szkole wieczorowej w Utrechcie. Od 1908 do 1911 roku pobierał nauki rysunku architektonicznego u Petrusa Johannesa Houtzagersa (1857–1944), a w latach 1911–1915 architektury u Pieta Klaarhamera (1874–1954).
W 1911 roku poślubił pielęgniarkę Vrouwgien Hadders (1883–1957), z którą miał czterech synów i dwie córki .
W latach 1911–1919 pracował jako stolarz. W 1918 roku zetknął się z ugrupowaniem artystycznym De Stijl , którego był członkiem od 1919 roku aż do jego rozwiązania w 1931 roku . De Stijl został założony w 1917 roku przez Theo van Doesburga (1883–1931) i Pieta Mondriana (1872–1944) i skupiał artystów abstrakcyjnych reprezentujących neoplastycyzm – nowy kierunek w sztuce, stworzony w latach 20. XX w. przez Mondriana, charakteryzujący się użyciem linii pionowych i poziomych, które nachodząc na siebie, dzieliły płaszczyzny na kwadraty i prostokąty, oraz stosowaniem trzech barw podstawowych (żółtej, niebieskiej i czerwonej) i trzech tzw. nie-kolorów (czerni, bieli i szarości) . W okresie 1917–18 Rietveld zaprojektował czerwono-niebieskie krzesło, które było jedną z pierwszych manifestacji estetyki De Stijl w postaci obiektu trójwymiarowego .
W 1919 roku zaczął prowadzić działalność architektoniczną. W 1921 roku zaprojektował niewielki sklep jubilerski w Amsterdamie – jeden z pierwszych przykładów zastosowania estetyki De Stijl w architekturze . Przy wielu projektach współpracował z Truus Schröder-Schräder (1889–1985). W 1924 roku zaprojektował dla niej i jej trójki dzieci nowy dom w Utrechcie – Dom Rietveld-Schröder.
Od końca lat 20. XX w. Rietveld skupiał się na projektowaniu mebli i architektury, które mogły być wytwarzane w sposób przemysłowo-mechaniczny . W latach 1931–1934 stworzył serie domów dla budownictwa masowego . Rietveld publikował swoje projekty i pomysły w czasopismach takich jak i10 i De 8 en Opbouw .
W 1928 roku był jednym z założycieli międzynarodowej organizacji architektów modernistycznych Congrès international d’architecture moderne (CIAM) (pol. „Międzynarodowego Kongresu Architektury Nowoczesnej”).
W okresie od 1936 roku do połowy lat 50. XX w. poświęcił się projektowaniu mebli . Następnie wykonał kilka dużych projektów architektonicznych, m.in. zakłady tekstylne De Ploeg w Bergeyk (1956), szereg domów mieszkalnych w Hoograven (1954–1956) czy gmach akademii sztuki w Arnhem (1962) .
W latach 1942–1958 wykładał wzornictwo użytkowe i architekturę w szkołach Academie voor Beeldende Kunsten w Rotterdamie i Hadze, Academie voor Beeldende Kunsten en Kunstnijverheids w Arnhem i w Academie voor Baukunst w Amsterdamie.
Od 1960 roku aż do śmierci w 1964 roku pracował razem z architektami Joan van Dillen (1930–1966) i Johanem van Trichtem (1928–2008).
Rietveld zmarł 26 czerwca 1964 roku w Utrechcie.

## Design
- 1918 – Rood-blauwe stoel – czerwono-niebieskie krzesło[1]
- 1920 – lampa wisząca[1]
- 1923 – Militaire Stoel (tłum. krzesło wojskowe)[6]
- 1923 – Berlijnse Stoel – krzesło Berlin[1]
- 1927 – Beugelstoel, krzesło modelowane z jednego kawałka[1]
- 1934 – Zig-Zag – krzesło Zig-Zag[1]
- 1934 – Kratstoel – krzesło skrzynkowe[7]
- 1942 – krzesło wytłoczone z jednego kawałka[1]
- 1946–1950 – Deense stoel – krzesło duńskie[8]
- 1956–1957 – Mondial[9]
- 1963 – Steltmanstoel[10]

## Prace architektoniczne
Lista za Emanuel (2016):
| 1920 – sklep Cornelisa Begeera, Utrecht                                                                                                | 1954 – pawilon rzeźb, Sonsbeek Park, Arnhem                                |  |
| 1920 – wnętrza domu Dr. Hartoga, Maarssen                                                                                              | 1954– 1957 – domy, Hoograven, Utrecht                                      |  |
| 1920–1922 – sklep jubilerski, Amsterdam (zniszczony)                                                                                   | 1955–1957 – domy, Utrecht                                                  |  |
| 1923–1924 – sklep Wesselsa, Utrecht | 1956 – sala Juliany i wejście na targi, Utrecht                            |  |
| 1924 – wnętrza sklepu van Huffla, Haga                                                                                                 | 1956 – dom Visser, Bergerdreed 6, Bergeyk                                  |  |
| 1924 – Dom Schröder, Prins Hendriklaan, Utrecht                                                                                        | 1956 – zakłady tekstylne De Ploeg, Bergeyk                                 |  |
| 1925 – wnętrza studio Pieta Kettinga, Utrecht                                                                                          | 1956 – projekt Instytutu Sztuki Stosowanej, Wibaudstraat, Amsterdam        |  |
| 1925 – żłobek dr Mullera, Utrecht | 1956–1958 – dom Scholten, Kleiweg 32b, Baambrugge                          |  |
| 1926 – wraz z Truus Schröder-Schräder: pokój dzienny dr Harrensteina (Amsterdam), sypialnia Weteringschans (Amsterdam)                 | 1956–1968 – Instytut Sztuki Stosowanej, Prinses Irenestraat 96, Amsterdam  |  |
| 1927 – dom Lommen, Wassenaer (przebudowany); wraz z Truus Schröder-Schräder: wnętrza domu rodziny Birza (Utrecht), budownictwo normaal | 1957 – dom Blaha, Villaparklaan 5, Best                                    |  |
| 1928 – garaż wraz z zabudowaniami dla kierowcy, Waldeck Pyrmontkade 10, Utrecht                                                        | 1957 – dom van Daalen, Fasantlaan 14, Bergeyk                              |  |
| 1929–1956 – projekty domów | 1957 – sala konferencji prasowych, UNESCO, Paryż                           |  |
| 1930–1931 – domy szeregowe, Erasmuslaan, Utrecht                                                                                       | 1957–1958 – biura Schrale Beton, Willemsvaart 21, Zwolle                   |  |
| 1930–1932 – domy szeregowe, wiedeński Werkbund, Wiedeń                                                                                 | 1957–1959 – domy, Erasmusweg, Reeuwijk                                     |  |
| 1931 – dom Klepa, Montespark 8, Breda                                                                                                  | 1957–1963 – Akademia Sztuk i Rzemiosł, Onderlangs 9, Arnhem                |  |
| 1931–1934 – projekty domów, Blaricum i Laren                                                                                           | 1958 – dom Parkhurst, Oberlin, Ohio                                        |  |
| 1932 – domy szeregowe, Robert Schumannstraat, Utrecht                                                                                  | 1958–1959 – dom wystawienniczy De Zonnehof, Amersfoort                     |  |
| 1932 – dom i szkoła muzyczna, Henriette van Lyndenlaan 6, Zeist                                                                        | 1958–1959 – dom van den Doel, Monnikendammerzijweg 31, Ilpendam            |  |
| 1933 – projekty niewielkich warsztatów                                                                                                 | 1958–1961 – domy, Kanaleneiland, Utrecht                                   |  |
| 1933 – wraz z Willem Penaatem: sklep Metz and Company, Hoogstraat, Haga                                                                |                                                                            |  |
| 1934 – domy szeregowe, Erasmuslaan, Utrecht                                                                                            | 1958–1964 – szkoła podstawowa, Badhoevedorp                                |  |
| 1934 – dom Szekely'ego, Johannes Verhulstweg 70, Santpoort                                                                             | 1958–1966 – audytorium, cmentarz Hooofddorp                                |  |
| 1935 – wnętrza domu Hondius-Crone, Bloemendaal                                                                                         | 1959 – sklep Ket, Leeuwarden                                               |  |
| 1935 – dom Hillebrand, Bloemlandscheweg 3, Blaricum                                                                                    | 1959 – Gemeentelijk Lyceum, Doetinchem                                     |  |
| 1936 – wraz z Truus Schröder-Schräder: kino Vreeburg, Utrecht                                                                          | 1959–1960 – dom Hamburger, Korswater 9, Noordwijk                          |  |
| 1936 – dom Smedes, Van Weerden Poelmanlaan 1, Den Dolder                                                                               | 1959–1960 – dom van Dantzig, Harddraverslaan 60, Santpoort                 |  |
| 1936 – dom Mees, Van Ouwenlaan 42, Haga                                                                                                | 1959–1960 – dom Theissing Breitnerlaan 1, Utrecht                          |  |
| 1939 – Hypothecair Credit Bank, Haga                                                                                                   | 1960 – dom Koot, van Soutelandelaan, Haga                                  |  |
| 1939 – dom letni Brandt-Corstius, Petten                                                                                               | 1960–1965 – kościół protestancki, Zijdeveld, Uithoorn                      |  |
| 1941 – dom letni Verrijn Stuart, Breukelerveen                                                                                         | 1961–1962 – showroom, Centrum Wzornictwa, Amsterdam (częściowo zniszczony) |  |
| 1942 – projekt domu Rietvelda | 1961–1963 – sklep Mado, Oudegracht 119, Utrecht                            |  |
| 1949 – dom Smit, Puntweg 8, Kinderdijk                                                                                                 | 1961–1964 – dom van Sloppe, Zandweg 122, Heerlen                           |  |
| 1949 – dom Van Ommeren, Rijksstraatweg 158, Elst                                                                                       | 1961–1972 – rozbudowa Centraal Museum, Utrecht                             |  |
| 1951 – dom Stoop, Beekhuizenseweg 48a, Velp                                                                                            | 1962 – kolumna Poster, Eindhoven                                           |  |
| 1951 – dom dla dzieci spastycznych, Willemstad, Curacao                                                                                | 1962–1963 – projekt ratusza, Leerdam                                       |  |
| 1952 – dom Klaasen, Taveernelaan 9, Den Dolder                                                                                         | 1962–1965 – Savings Bank, Dedemsvaart                                      |  |
| 1953 – wiata rowerowa, Utrecht (zniszczona)                                                                                            | 1963–1967 – wnętrza sklepu jubilerskiego Steltman, Haga                    |  |
| 1954 – dom Van Ravenstijn–Hintzen, Hoeflo 14, Laren                                                                                    | 1963–1967 – dom Bosschaert, Langewijnen 9, Laren                           |  |
| 1954 – dom Driessen, Hulkesteinscheweg 21, Arnhem                                                                                      | 1963–1972 – Muzeum Vincenta van Gogha, Amsterdam                           |  |
| 1954 – pawilon holenderski, Biennale w Wenecji                                                                                         | 1964 – wnętrza baraków górników, Eygelshoven                               |  |
| | 1964 – centrum nauki technicznej szkoły wyższej Twente, Enschede           |  |
| | 1964–1967 – dom Engelhard, Straat van Mozambique 3, Amstelveen             |  |

## Wystawy
- 1927 – Wystawa Architektury Modernistycznej, Moskwa[1]
- 1932 – Werkbund, Wiedeń[1]
- 1953 – Biennale w Wenecji[1]
- 1958 – Gerrit Rietveld – wystawa autorska w Centraal Museum, Utrecht[1]
- 1971–1972 – Rietveld Rietveld, Architect – wystawa autorska w Stedelijk Museum, Amsterdam[1]
- 1971–1972 – Rietveld Rietveld, Architect – wystawa autorska w Hayward Gallery, Londyn[1]
- 1975 – Rietveld Schroder Huis 1925–1975, Utrecht[1]

## Wyróżnienia i nagrody
- 1963 – honorowy członek Bond van Nederlandse Architecten[1]
- 1964 – doktorat honoris causa, Uniwersytet Techniczny w Delfcie[1]
- 2000 – dom Rietvelda w Utrechcie został wpisany na listę światowego dziedzictwa UNESCO[11]